# 皮亞韋河

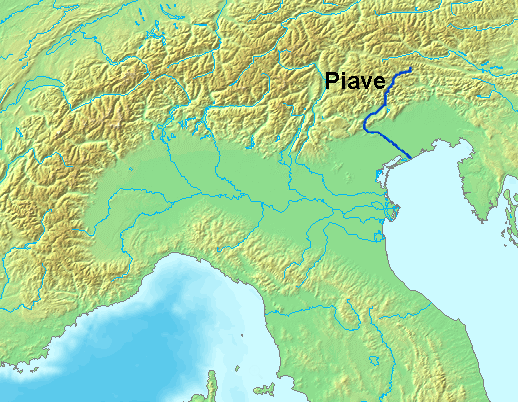

皮耶河（Fiume Piave）是義大利的河流，位於該國東北部，河道全長220公里，流域面積4,127平方公里，平均流量每秒98立方米，最終在耶索洛注入亞得里亞海。

## 外部連結
- Site of italian newspaper "Il Piave" （页面存档备份，存于）

45°50′34″N 12°6′18″E / 45.84278°N 12.10500°E